# Lockheed T-33 Shooting Star
El Lockheed T-33 Shooting Star (o T-Bird) fue un avión de entrenamiento a reacción subsónico estadounidense. Fue producido por Lockheed y realizó su primer vuelo en 1948. El T-33 fue desarrollado a partir del Lockheed P-80/F-80, comenzando por el TP-80C/TF-80C en desarrollo, para después ser designado T-33A. Fue usado por la Armada de los Estados Unidos inicialmente como TO-2, luego como TV-2 y, después de 1962, como T-33B. Su último operador, la Fuerza Aérea Boliviana, retiró el modelo en julio de 2017, tras 44 años de servicio.

## Diseño y desarrollo
El T-33 se desarrolló a partir del Lockheed P-80/F-80, alargando el fuselaje un poco más de un metro y agregando un segundo asiento, instrumentación y controles de vuelo. Inicialmente fue designado como una variante del P-80/F-80, el TP-80C/TF-80C.
Los trabajos de diseño en el Lockheed P-80 comenzaron en 1943, con el primer vuelo el 8 de enero de 1944. Tras el Bell P-59, el P-80 se convirtió en el primer caza a reacción en entrar en servicio con los escuadrones en las Fuerzas Aéreas del Ejército de los Estados Unidos. Cuando reactores más avanzados entraron en servicio, el F-80 asumió otra función: entrenar a pilotos de reactores. El reactor biplaza T-33 fue diseñado para entrenar a pilotos ya estaban cualificados para volar en un avión propulsado a hélice.
Originalmente designado como TF-80C, el T-33 realizó su primer vuelo el 22 de marzo de 1948, con el piloto de pruebas de Lockheed, Tony LeVier, a los mandos. La producción de Lockheed discurrió entre 1948 y 1959. La Armada de los Estados Unidos usó el T-33 como entrenador en tierra a partir de 1949. Fue designado como TV-2, pero fue redesignado como T-33B en 1962. La Armada operó algunos P-80C ex USAF como TO-1, cambiado a TV-1 aproximadamente un año después. Lockheed desarrolló posteriormente una versión con capacidad embarcada de la familia P-80/T-33, que finalmente llevó al T2V-1/T-1A SeaStar de finales de los años 50 a los años 70. Los dos prototipos TF-80C se modificaron como prototipos de una variante de caza biplaza todotiempo que se convirtió en el F-94 Starfire. Se produjo un total de 6557 T-33, 5691 de ellos por Lockheed, así como 210 por Kawasaki y 656 por Canadair.

## Historia Operacional

### Fuerza Aérea y Armada de los Estados Unidos
El T-33 biplaza demostró ser adecuado como entrenador avanzado, y ha sido utilizado para realizar tareas como director de aviones no tripulados y el remolque de blancos. La Fuerza Aérea de los Estados Unidos comenzó a retirar gradualmente el T-33 de las tareas de entrenamiento de pilotos de primera línea en el Mando Aéreo de Entrenamiento a principios de la década de 1960, cuando los aviones Cessna T-37 Tweet y Northrop T-38 Talon comenzaron a reemplazarlo en el programa Entrenamiento de Pilotos de Pregrado (UPT). El T-33 fue usado para entrenar cadetes de la Academia de la Fuerza Aérea en Peterson Field (ahora Peterson Air Force Base en Colorado Springs). El T-37 reemplazó al T-33 en el entrenamiento de la Academia en 1975. El último T-33 utilizado en el entrenamiento avanzado fue reemplazado el 8 de febrero de 1967 en la Craig AFB, Alabama. Un reemplazo similar también sucedió en la Armada de los Estados Unidos con el TV-1 (también renombrado como T-33 en 1962), ya que aviones más avanzados, como el estadounidense North American T-2 Buckeye y Douglas TA-4 Skyhawk II, entraron en juego. Las versiones de la USAF y la USN del T-33 se incorporaron a las décadas de 1970 y 1980 como aeronaves utilitarias y entrenadores de competencia, y algunos de los antiguos aviones de la USN se usaron como blancos aéreos a escala real para realizar pruebas de misiles aire-aire desde aviones navales, y pruebas de misiles tierra-aire desde embarcaciones navales. Varios T-33 fueron asignados a las unidades de la USAF con McDonnell F-101, Convair F-102 Delta Dagger y Convair F-106 Delta Dart, hasta incluir unidades de la Guardia Aérea Nacional con similarmente equipadas, del Mando de Defensa Aeroespacial como instructores de competencia y aviones "enemigos" de prácticas. Otros pasaron luego al Mando Aéreo Táctico y a las unidades de la Guardia Aérea Nacional con F-106 y McDonnell-Douglas F-4, en un rol similar, hasta que finalmente se retiraron, siendo el último un modelo NT-33 retirado en abril de 1997.

### Servicio en otras naciones
Algunos T-33 conservaron dos ametralladoras para el entrenamiento de puntería, y en algunos países, el T-33 incluso se usó en combate: la Fuerza Aérea de Cuba lo usó durante la Invasión de Bahía de Cochinos, produciendo algunas bajas. La versión RT-33A, un avión de reconocimiento producido principalmente para su uso en países extranjeros, tenía una cámara instalada en el morro y equipo adicional en la cabina trasera. Los T-33 continuaron volando como entrenadores, remolques de aviones no tripulados, para entrenamiento de simulación táctica y de combate, aviones "mula", de contramedidas electrónicas, y de entrenamiento de combate y como plataformas de pruebas hasta bien entrados los años ochenta.
El T-33 ha servido en más de 30 países y continuó operando como entrenador en fuerzas aéreas más pequeñas. Canadair construyó 656 T-33 con licencia para el servicio en la RCAF/Fuerzas Canadienses como Canadair CT-133 Silver Star, mientras que Kawasaki fabricó 210 aparatos en Japón. Otros operadores incluyeron Brasil, Turquía y Tailandia, que utilizaron el T-33 ampliamente.
En la década de 1980, se intentó modificar y modernizar el T-33 como Boeing Skyfox, pero la falta de pedidos llevó a la cancelación del proyecto. Aproximadamente se retenía el 70% del fuselaje del T-33 en el Skyfox, pero estaba propulsado por dos motores turbofan Garrett AiResearch TFE731-3A. 
A fines de la década de 1990, 18 T-33 Mk-III y T-33 SF-SC de la Fuerza Aérea Boliviana fueron a Canadá para ser modernizados por Kelowna Flightcraft. Se instaló nueva aviónica y se realizaron inspecciones y renovaciones detalladas del fuselaje y las alas. La mayoría de los aviones regresaron a principios de 2001, y permanecieron operativos hasta que el modelo se retiró oficialmente el 31 de julio de 2017, siendo el último operador militar.
El 21 de junio de 1996, un T-33A-5-LO (entrenador TR-602) de la Fuerza Aérea Griega, pilotado por el Squadron Leader Ioannis Kouratzoglou, interceptó exitosamente a un F-16C turco que violaba el espacio aéreo restringido de Atenas, realizando maniobras a baja altitud y de altas g.

### Uso Civil
Un número limitado de T-33 ha sido comprado por particulares, con dos aparatos utilizados por Boeing como aviones de seguimiento. En 2010, un T-33 propiedad de Boeing se usó como un avión de seguimiento durante el primer vuelo del Boeing 787. El primer vuelo del Boeing 737 MAX-7, el 16 de marzo de 2018, también incluía un avión T-33 de seguimiento. El primer vuelo del Boeing 777-9, el 25 de enero de 2020, también presentó un avión de seguimiento T-33, que despegó desde KBFI y se reunió con el 777-9 en KPAE, paró en KMWH y despegó de nuevo para seguir al 777-9 en su regreso a KBFI, volando alrededor del Monte Rainier, antes de aterrizar. El actor y piloto Michael Dorn fue dueño de un T-33.

## Variantes
TP-80C
Designación militar original de los Estados Unidos para el entrenador de dos asientos Lockheed Model 580 para las Fuerzas Aéreas del Ejército de los Estados Unidos. La designación cambió a TF-80C el 11 de junio de 1948, tras el establecimiento de la Fuerza Aérea de los Estados Unidos como un servicio militar separado en 1947, y luego a T-33A, el 5 de mayo de 1949; 20 construidos.
T-33A
Avión de entrenamiento de dos asientos para la Fuerza Aérea de los Estados Unidos y para entregar a fuerzas aéreas extranjeras bajo el Programa de Asistencia Militar, 5871 construidos, incluyendo 699 desviados a la Armada de los Estados Unidos como TV-2.
AT-33A
Conversiones del T-33A para exportación como una variante de apoyo cercano, equipadas con soportes subalares y puntos fuertes para bombas y cohetes. También usado en el programa original de introducción al combate en la Cannon AFB, NM, aproximadamente en 1972-75.
DT-33A
Esta designación se dio a varios T-33A convertidos en directores de drones.
NT-33A
Esta designación se dio a una serie de T-33A convertidos en aviones de pruebas especiales.
QT-33A
Esta designación se asignó a varios T-33A convertidos en blancos aéreos no tripulados para la Armada de los Estados Unidos.
RT-33A
T-33A modificados antes de la entrega como variante monoplaza de reconocimiento; 85 construidos, principalmente para exportación bajo el Programa de Asistencia Militar.
T-33B
Redesignación de los TV-2 de la Armada estadounidense en 1962.
DT-33B
Redesignación del director de drones TV-2D de la Armada estadounidense en 1962.
DT-33C
Redesignación del blanco aéreo TV-2KD de la Armada estadounidense en 1962
TO-1/TV-1
Designación de la Armada estadounidense para el P-80C, 50 transferidos a la USN en 1949 como entrenadores a reacción (técnicamente, no eran T-33 Shooting Star).
TO-2
Designación de la Armada estadounidense dada a 649 T-33A desviados de la producción para la USAF. Aeronave de entrenamiento en tierra a reacción, biplaza. Los primeros 28 ejemplares se entregaron como TO-2, antes de que la Armada cambiara la designación a TV-2. El 18 de septiembre de 1962, los aviones supervivientes en la Armada y Cuerpo de Marines de los Estados Unidos fueron redesignados como T-33B.
TV-2
Redesignación del TO-2, después de que se construyeran los primeros 28 ejemplares.
TV-2D
TV-2 modificados como directores de aviones no tripulados, luego fueron redesignados como DT-33B.
TV-2KD
TV-2 modificados como blancos aéreos controlados por radio, podían ser volados como monoplazas en vuelos de traslado, más tarde redesignados como DT-33C.

### Variantes canadienses
Silver Star Mk 1
Designación canadiense para el T-33A, 20 entregados.
Silver Star Mk 2
Designación canadiense para un T-33A que se convirtió en el prototipo del Silver Star Mk 3.
T-33AN/CT-133 Silver Star Mk 3
El T-33AN fue una variante del T-33A motorizada con Rolls-Royce Nene, para la Real Fuerza Aérea Canadiense; 656 construido por Canadair, con la designación de compañía CL-30. La designación militar canadiense se cambió más tarde de T-33AN a CT-133.

### Otros
L-245
Un fuselaje propiedad de Lockheed, que poseía un motor más potente. Más tarde se desarrolló en el T2V SeaStar.
Aérospatiale Pégase
Un T-33AN de Canadair modificado por Aérospatiale con una sección alar S17a del 17% de grosor.
Boeing Skyfox
Un proyecto integral de actualización y renovación del motor, propulsado por dos turbofan Garrett TFE-731. El único prototipo permanece estacionado, sin motores, en el Rogue Valley International (MFR) en Medford, Oregón.

## Operadores
Alemania
- Luftwaffe: 192 T-33A.

 Arabia Saudita
- Real Fuerza Aérea Saudí

 Bélgica

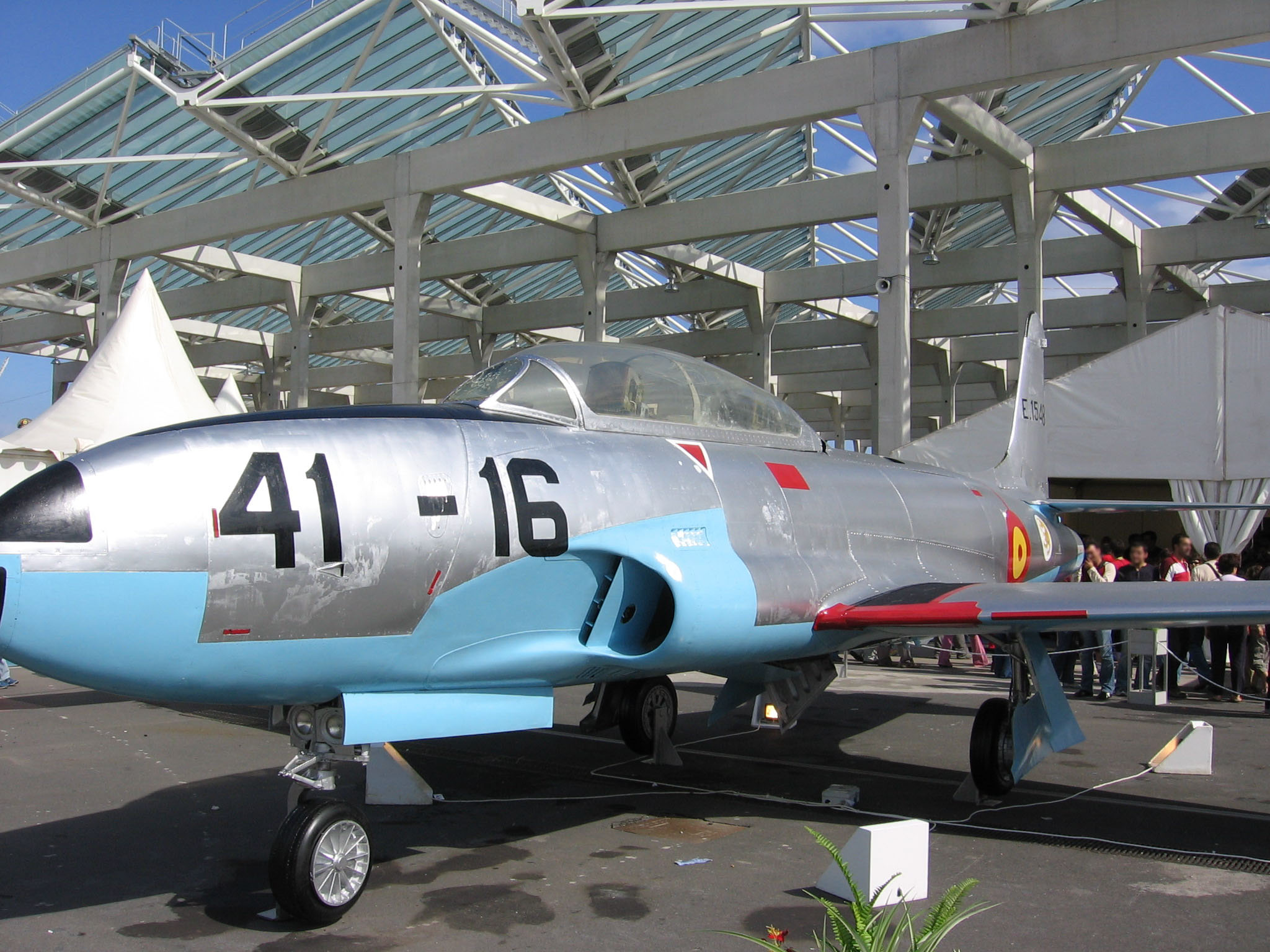
T-33 del Ejército del Aire de España.

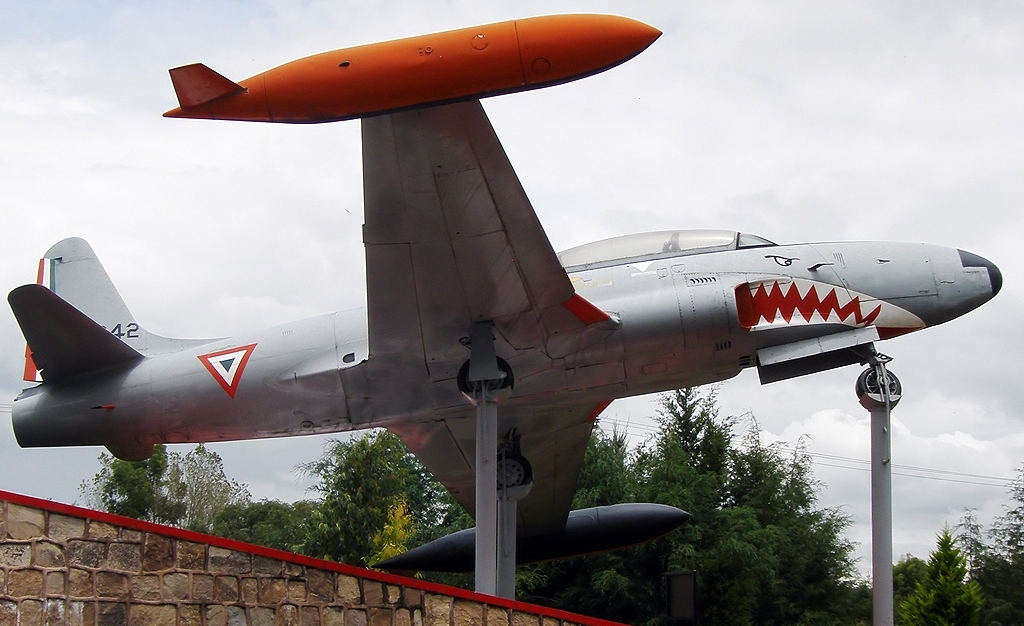
Un T-33A de la Fuerza Aérea Mexicana en exhibición.

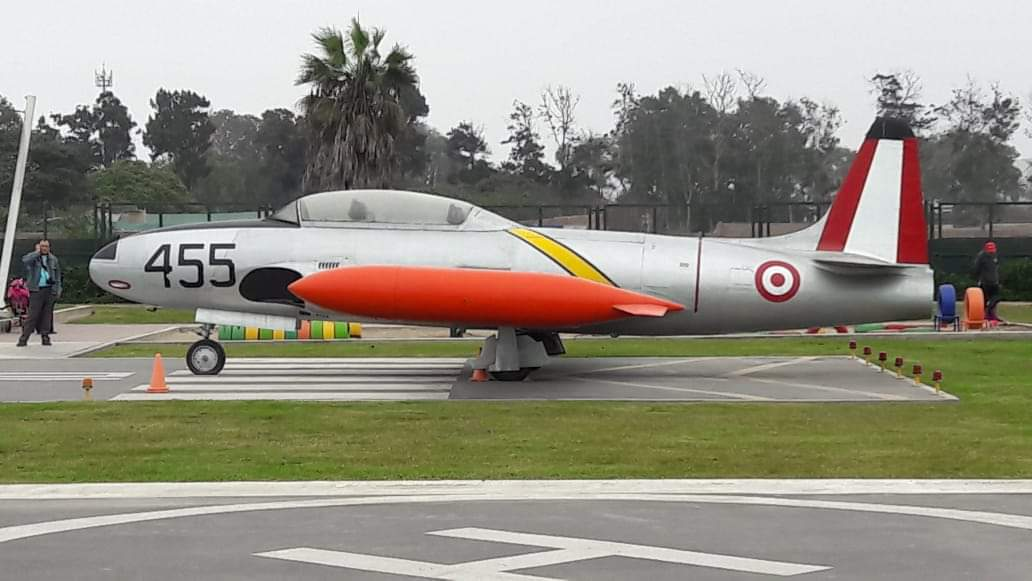
T-33A de la Fuerza Aérea del Perú

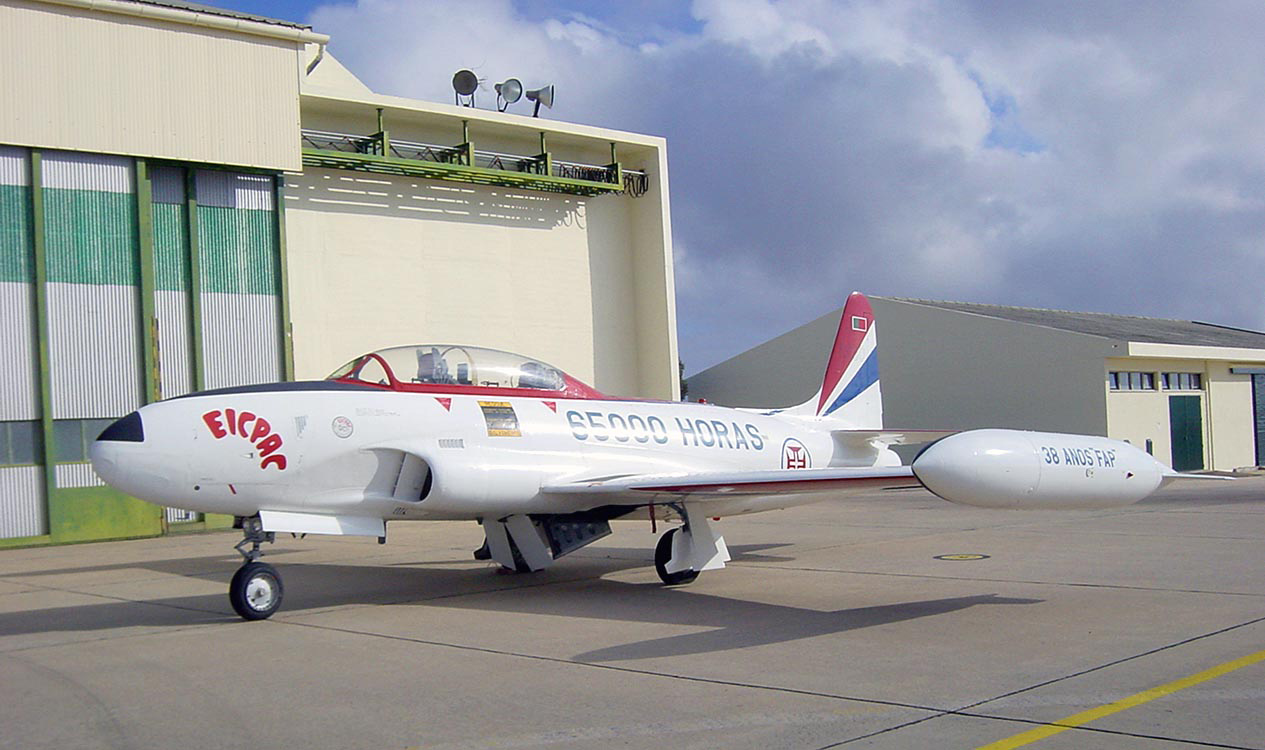
T-33 de la Fuerza Aérea Portuguesa decorado con motivo de las 65 000 horas de vuelo.

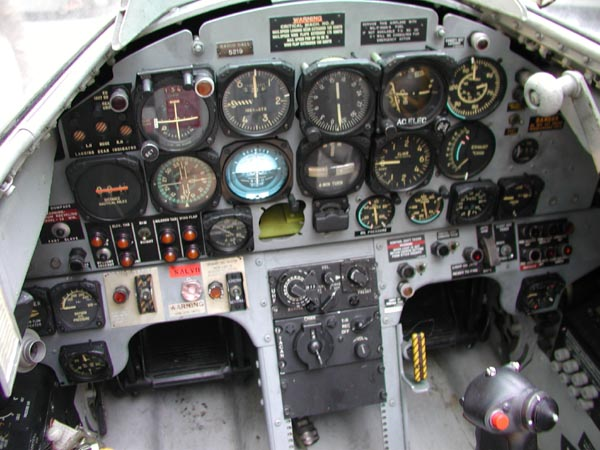
Instrumentación de un T-33.

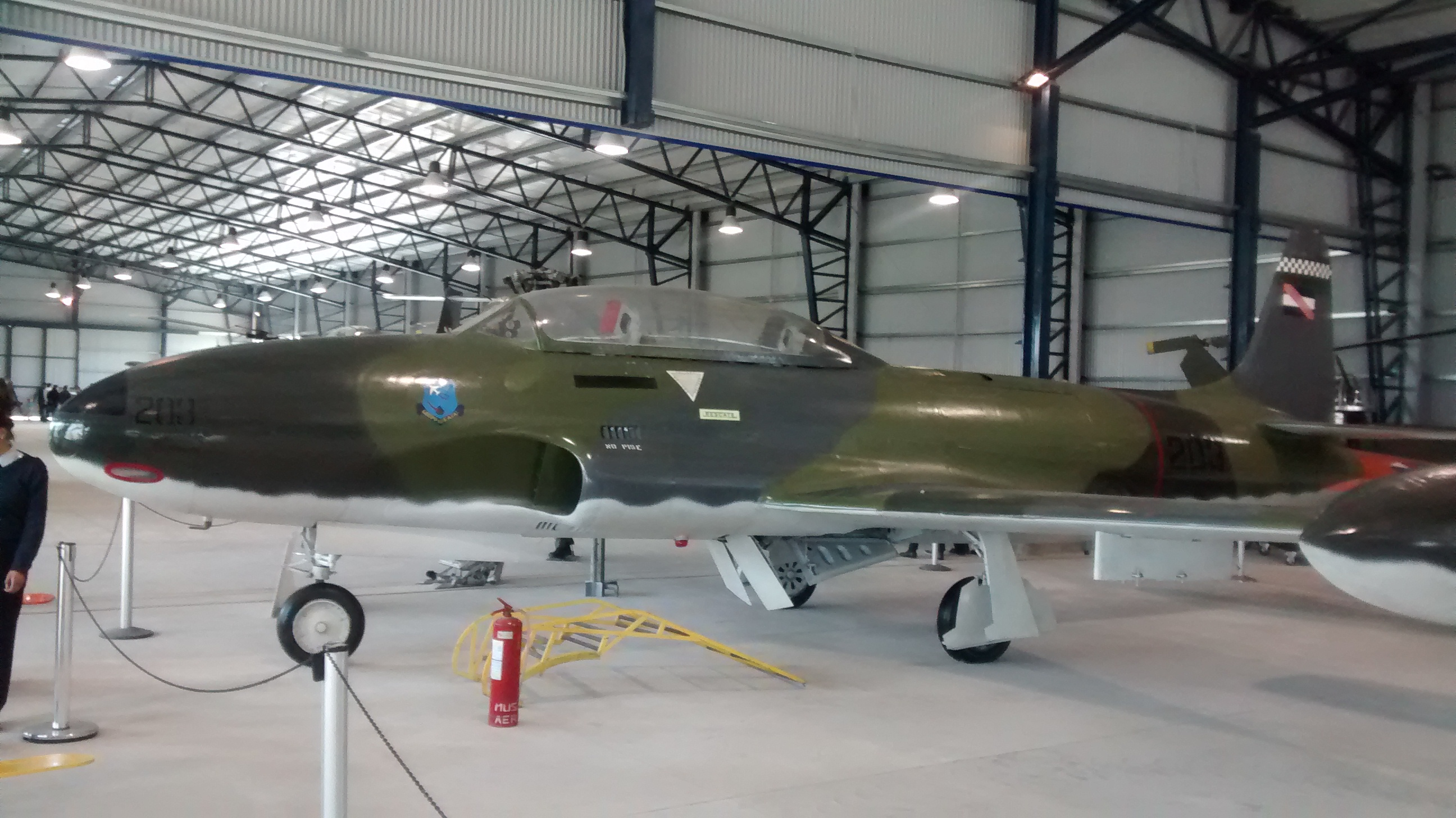
T-33 de la Fuerza Aérea Uruguaya.

- Belgian Air Force: 38 T-33A, 1 RT-33A operados desde 1952.

 Birmania
- Fuerza Aérea Birmana: 15 AT-33A para su uso como entrenadores y apoyo aéreo cercano.[12]

 Bolivia
- Fuerza Aérea Boliviana: Bolivia adquirió 15 T-33AN de Canadá en 1973–74, comprando 5 más de Canadá en 1977 y 18 T-33SF de Francia en 1985.[13] 18 fueron modernizados al estándar T-33-2000 en 2000–2001.[14] Retirados en 2017.[15][16]

 Brasil
- Fuerza Aérea Brasileña

 Canadá
- Real Fuerza Aérea Canadiense
- Marina Real Canadiense
- Fuerzas Armadas Canadienses
- National Research Council

 Chile
- Fuerza Aérea de Chile

 República de China
- Fuerza Aérea de la República de China

 Colombia
- Fuerza Aérea Colombiana

 Corea del Sur
- Fuerza Aérea de la República de Corea: T-33A, fecha de introducción: agosto de 1955. También sirvió en el equipo acrobático Black Eagles de la  ROKAF.

 Cuba
- Fuerza Aérea de Cuba

 Dinamarca
- Real Fuerza Aérea de Dinamarca[17]

 Ecuador
- Fuerza Aérea Ecuatoriana: AT-33A.

 El Salvador
- Fuerza Aérea Salvadoreña

 España
- Ejército del Aire: 60 T-33A.

 Estados Unidos
- Boeing Commercial Airplanes: dos Canadair CT-133 Silver Star, N109X y N416X.[18]
- Fuerza Aérea de los Estados Unidos
- Armada de los Estados Unidos
- Cuerpo de Marines de los Estados Unidos[9]

 Filipinas
- Fuerza Aérea de Filipinas

 Francia
- Ejército del Aire francés: 163 T-33A y RT-33A (también 61 T-33AN de construcción canadiense).

 Grecia
- Fuerza Aérea Griega: T-33A, RT-33A, y AT-33AN de construcción canadiense.

 Guatemala
- Fuerza Aérea Guatemalteca

 Honduras
- Fuerza Aérea Hondureña: T-33A y RT-33A.

 Indonesia
- Fuerza Aérea del Ejército Nacional de Indonesia: T-33A.

 Irán
- Fuerza Aérea Imperial Iraní
- Fuerza Aérea de la República Islámica de Irán

 Italia
- Aeronautica Militare: operó 60 Lockheed T-33A y 14 Lockheed RT-33A desde 1952 hasta 1982.[19]

 Japón
- Fuerza Aérea de Autodefensa de Japón: T-33A, ensamblados y luego fabricados por Kawasaki Heavy Industries Aerospace Company dese 1956.[20]

 Libia
- Fuerza Aérea Árabe Libia: T-33A.

 México
- Fuerza Aérea Mexicana: 55 T-33A.

 Nicaragua
- Fuerza Aérea Nicaragüense: La FAN recibió cuatro aviones AT-33A del Gobierno estadounidense tras la fallida invasión de Bahía Cochinos en 1961. Retirados del servicio en 1979.

 Noruega
- Real Fuerza Aérea Noruega

 Países Bajos
- Real Fuerza Aérea de los Países Bajos: 60 T-33A, 3 RT-33A.

 Pakistán
- Fuerza Aérea de Pakistán: T-33A, RT-33A.

 Paraguay
- Fuerzas Armadas de Paraguay: operó seis AT-33A donados por Taiwán en 1990. Pertenecieron al 2.º Grupo Aerotáctico (GAT). El Escuadrón de Cazas los llamó "Indios". Fueron retirados en 1998.

 Perú
- Fuerza Aérea del Perú: 27 T-33A adquiridos entre 1955 y 1964, previamente operados por la Fuerza Aérea de los Estados Unidos. Retirados de servicio en 1981, luego de ser reemplazados por los Aermacchi MB-339. Un único T-33A-1-LO, matrícula FAP-455 (c/n 580-9889), está preservado en el Parque del Aire.

 Portugal
- Fuerza Aérea Portuguesa: T-33A y un RT-33A (todos retirados).

 República Dominicana
- Fuerza Aérea Dominicana: AT-33A.

 Singapur
- Fuerza Aérea de la República de Singapur: 12 T-33A ex Ejército del Aire francés entregados en 1980, seguidos de 8 más en 1982.[21]

 Tailandia
- Real Fuerza Aérea Tailandesa

 Turquía
- Fuerza Aérea Turca: T-33A y RT-33A.

 Uruguay
- Fuerza Aérea Uruguaya operó 13 AT-33A-1 a partir de 1956 hasta 1997.[22]

 Yugoslavia
- Fuerza Aérea de la República Federal Socialista de Yugoslavia: operó 125 Shooting Star de cuatro variantes: 25 T-33A, 22 RT-33A, 70 TV-2, y 8 TT-33A.[23]

## Accidentes
20 de mayo de 1958
Un Lockheed T-33A de la Guardia Aérea Nacional estuvo involucrado en una colisión en el aire con un avión  Vickers Viscount en Brunswick, Maryland.
23 de noviembre de 1963
Un Canadair CT-133 Silver Star de la Marina Real Canadiense (RCN), en un vuelo de entrenamiento naval con dos miembros de la tripulación a bordo, se estrelló en el área montañosa de Mount Strachan, en lo que ahora se conoce como Cypress Mountain. Los dos miembros de la tripulación de la RCN resultaron muertos.
27 de julio de 1965
Un Lockheed T-33A de la Fuerza Aérea de los Estados Unidos (USAF) se estrelló cerca de Allenspark, Colorado, mientras volaba bajo y lento cerca de una tormenta eléctrica para ver unos terrenos recién comprados. Ambos ocupantes, el Comandante Jay. E. Currie y el Teniente Primero Donald Darby, murieron en el accidente.

## Cultura popular
- El T-33 aparecía en la película Mexicana Águilas de acero, como principal nave de combate.
- En la película Aviones de Disney, Dusty Fumigavión reemplaza sus alas por las de un T-33.

## Especificaciones (T-33A)

### Características generales
- Tripulación: Dos (alumno e instructor)
- Longitud: 11,2 m (36,7 ft)
- Envergadura: 11,5 m (37,7 ft)
- Altura: 3,3 m (10,8 ft)
- Superficie alar: 21,8 m² (234,8 ft²)
- Peso vacío: 3775 kg (8320,1 lb)
- Peso máximo al despegue: 6865 kg (15 130,5 lb)
- Planta motriz: 1× turborreactor Allison J33-A-35.
  - Empuje normal: 24 kN (2447 kgf; 5395 lbf) de empuje.

### Rendimiento
- Velocidad nunca excedida (Vne): 985 km/h (612 MPH; 532 kt)
- Radio de acción: 2050 m (6726 ft)
- Techo de vuelo: 14 600 m (47 900 ft)

### Armamento
- Ametralladoras: 

  - 2x Browning M2 de 12,7 mm con 350 proyectiles cada una
- Puntos de anclaje: 2 con una capacidad de 1500 kg, para cargar una combinación de:

## Aeronaves relacionadas

### Desarrollos relacionados
- Canadair CT-133 Silver Star
- Lockheed P-80 Shooting Star
- Lockheed T2V/T-1A Seastar
- Boeing Skyfox

### Aeronaves similares
- Northrop T-38 Talon
- North American T-2 Buckeye

### Secuencias de designación
- Secuencia T-_ (Entrenadores estadounidenses, 1948-presente): ← T-30 - T-31 - T-32 - T-33 - T-34 - T-35 - T-36 →
- Secuencia T_O (Entrenadores de la Armada estadounidense, 1946-62 (Lockheed, 1931-42)): TO-1/TO-2
- Secuencia T_V (Entrenadores de la Armada estadounidense, 1946-62 (Lockheed, 1942-62)): TV-1/TV-2 - T2V
- Secuencia E._ (Aeronaves de Escuela del Ejército del Aire español, 1954-1978): ← E.6 (II) - XE.12 - E.14 - E.15 - E.16 - E.17 - XE.18 →
- Secuencia E._ (Aeronaves de Escuela del Ejército del Aire español, 1978-presente): E.3 - E.14 - E.15 - E.16 - E.17 - E.18 →